# Tilocalar
Les Volcánes de Tilocálar sont deux petits stratovolcans du Chili.